# Grolla

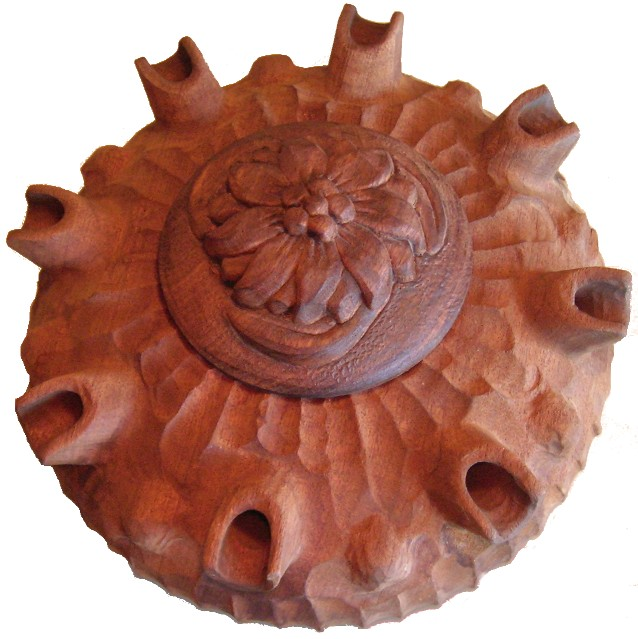
Grolla de los Alpes.

Grolla (en francés, grolle o grole) es una palabra franco-provenzal para nombrar dos objetos artesanales de madera típicos de la región de los Alpes, en particular de Saboya y del Valle de Aosta.

## Etimología
La palabra grolla deriva del latín vulgar grolla, vía franco-provenzal, ya atestiguada en el siglo XIII en Francia e Italia. En francés grola designaba además un “ zapato viejo» y grolier significaba “ zapatero », de ahí el uso de la palabra groles para designar zapatos.

## Descripción
En Saboya, la palabra grolle designa un cuenco de madera con múltiples picos que se utiliza para beber una mezcla de café y brandy.

En el Valle de Aosta, este término define un jarrón de madera tallada (imágenes 1 y 2), mientras que el recipiente para beber café al estilo de Aosta se denomina Coupe de l'amitié (imagen 3). Sin embargo, la palabra grolle se utiliza para indicar también este último contenedor (imagen 3).

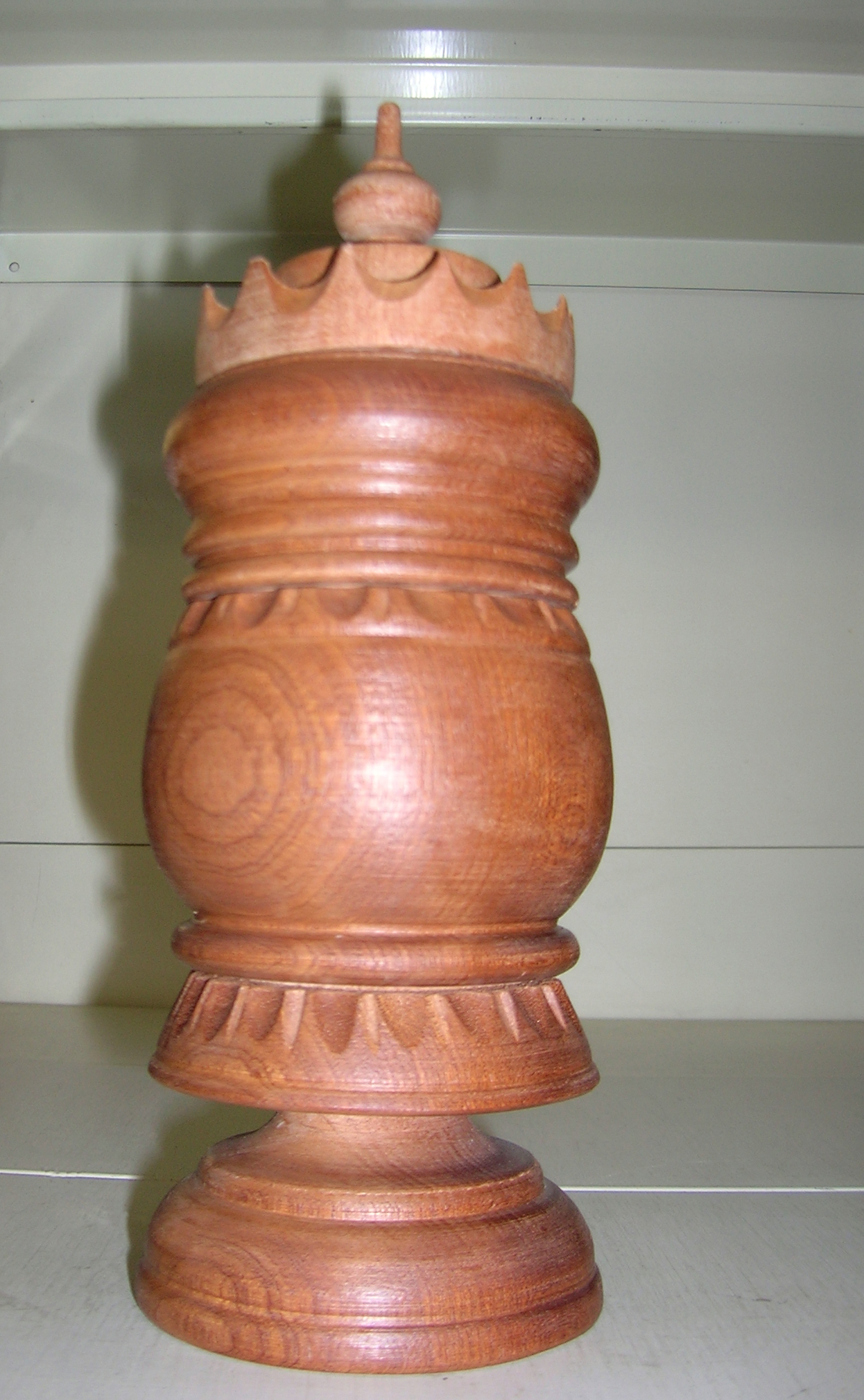
Imagen 1
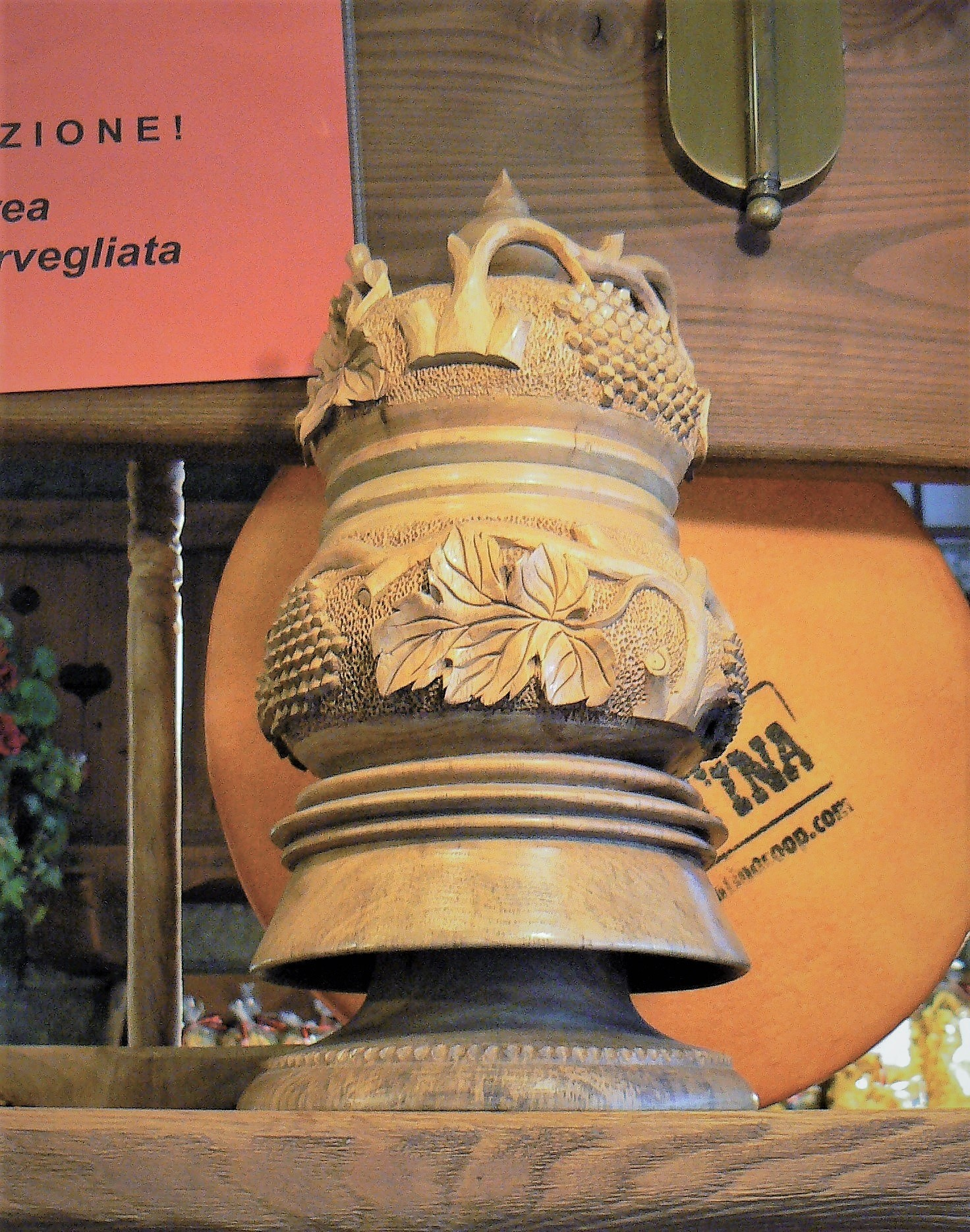
Imagen 2
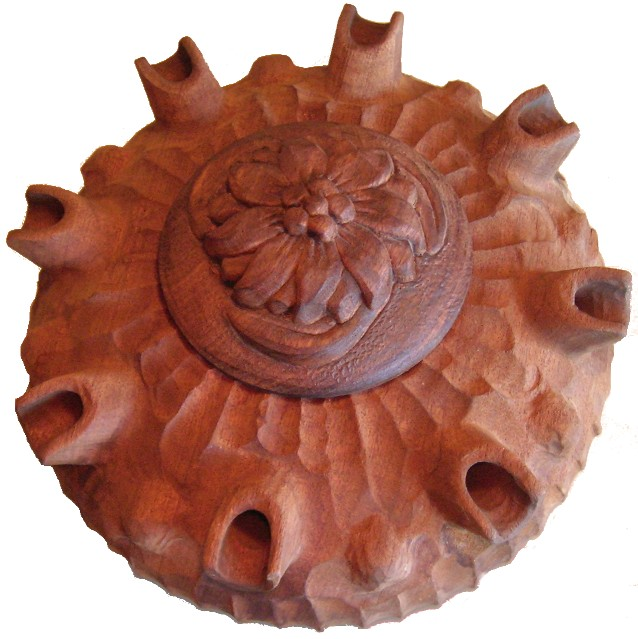
Imagen 3

Alrededor del agujero central, decorado con una tapa esculpida, se encuentran varios agujeros llamados picos, siempre en número par.

## Historia
La grolla es originaria del Valle de Aosta. En el Cantón del Valais, un jarrón de madera llamado graoula cumple la misma función que la del Valle de Aosta.
Se usa para beber una mezcla de café, licor y azúcar, aderezada con ralladura de naranja y limón. Esta receta se llama café à la cogneintse en el Valle de Aosta.
Cada persona bebe por turno de uno de los caños, antes de pasar la copa de la amistad a su vecino, para no derramar nada, bebiendo del caño elegido, en el sentido contrario a las agujas del reloj. A continuación, deberá bloquear las dos boquillas adyacentes con los pulgares. La costumbre dicta que la copa de la amistad no se vuelve a poner sobre la mesa hasta que esté vacía.

## Biografía
- Jean-Marie Jeudy (2006). Les mots pour dire la Savoie : Et demain, j'aurai autre chose à vous raconter. Savoie proche (en francés). Montmélian: La Fontaine de Siloé. p. 262-263. ISBN 978-2-84206-315-3.

## Artículos relacionados
- Instituto de Oficios Tradicionales del Valle de Aosta

- Datos: Q1547271
- Multimedia: Grolle / Q1547271